# Micropterix croatica
Micropterix croatica là một loài bướm đêm thuộc họ Micropterigidae. Nó được miêu tả bởi Heath & Kaltenbach, 1984. Nó được tìm thấy ở Ý, Slovenia và Croatia.
Sải cánh dài 6.4-6.7 mm.